# Helictochloa planiculmis
Helictochloa planiculmis — вид рослин родини тонконогові (Poaceae), поширений у Європі.

## Опис
Багаторічник. Кореневище видовжене. Стебла міцні, 70–120 см завдовжки. Листки переважно базальні. Язичок 3–11 мм завдовжки, гострий. Листові пластинки 4–27 см завдовжки й 3–7 мм ушир. Суцвіття — відкрита й лінійна волоть, 14–16 см завдовжки. Колосочки складаються з 4–5 плідних квіточок, довгасті, стиснуті збоку, 17–25 мм завдовжки. Колоскові луски схожі, блискучі, ланцетні, 1-кілеві, 3-жилкові, з загостреною верхівкою; нижня — 11–16 мм завдовжки, верхня — 14–20 мм завдовжки. Родюча лема довгаста, 14–20 мм завдовжки, світло-коричнева чи пурпурна, без кіля, 5-жилкова, вершина зубчаста, остиста. Верхівкові безплідні суцвіття, схожі на плодючі, але недорозвинені. Зернівка волосиста на верхівці.

## Поширення
Поширений у Європі (Болгарія, Чехія, Словаччина, Польща, Румунія, Туреччина, Україна, колишня Югославія).
В Україні росте на луках переважно субальпійського пояса на висоті 1200–1860 м — у пд.-сх. ч. Карпат, нерідко.